# Lubycza Królewska (gmina)

Przedwojenny herb gminy

Lubycza Królewska – gmina miejsko-wiejska w województwie lubelskim, w powiecie tomaszowskim. W latach 1975–1998 gmina położona była w województwie zamojskim.
Siedziba gminy to Lubycza Królewska.
Według danych z 1 stycznia 2007 gminę zamieszkiwały 6692 osoby.
Gmina leży przy drodze krajowej nr 17, kończącej się przejściem granicznym w Hrebennem, będącym na terenie gminy.

## Historia

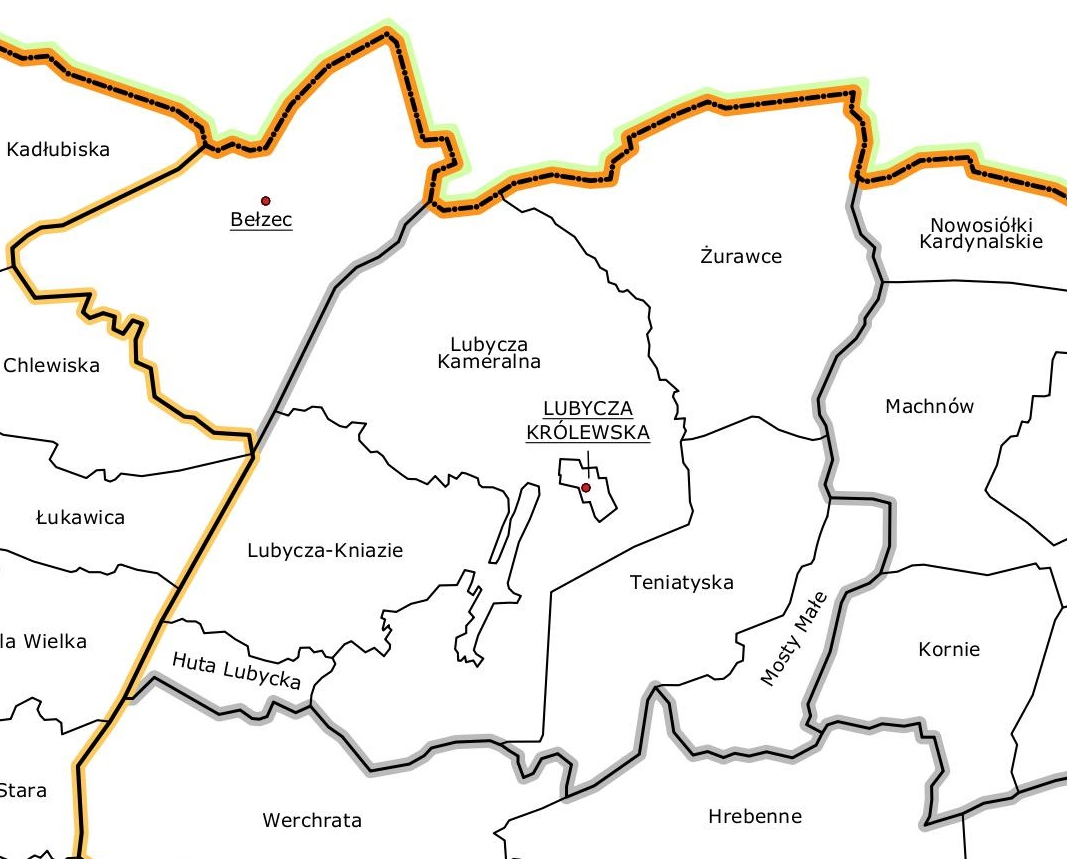
Gmina Lubycza Królewska w 1934 roku

Gmina zbiorowa Lubycza Królewska została utworzona 1 sierpnia 1934 roku w powiecie rawskim w woj. lwowskim z dotychczasowych jednostkowych gmin wiejskich: Huta Lubycka, Lubycza Kameralna, Lubycza Kniazie, Lubycza Królewska, Mosty Małe, Teniatyska i Żurawce. W 1944 roku gmina została włączona do powiatu tomaszowskiego w woj. lubelskim.
Po wojnie siedziba gminy znajdowała się w Bełżcu.
1 stycznia 1992 z gminy Lubycza Królewska wyłączono wsie Szalenik-Kolonia i Święcie-Kolonia, włączając je do nowo utworzonej gminy Bełżec.
1 stycznia 2007 z gminy Lubycza Królewska wyłączono sołectwa Brzeziny (333,58 ha) i Żyłka (101,34 ha), włączając je do gminy Bełżec.

## Ochrona przyrody
Na obszarze gminy znajdują się następujące rezerwaty przyrody:
- rezerwat przyrody Jalinka – chroni zbiorowiska grądowe z udziałem jodły, rzadkimi i chronionymi gatunkami roślin oraz fragmentami skrzemieniałych drzew trzeciorzędowych w glebie;
- rezerwat przyrody Machnowska Góra – chroni zbiorowiska kserotermiczne z licznymi chronionymi gatunkami flory i fauny.

## Struktura powierzchni
Według danych z roku 2002 gmina Lubycza Królewska ma obszar 212,1 km², w tym:
- użytki rolne: 65%
- użytki leśne: 27%

Gmina stanowi 14,26% powierzchni powiatu.
Z dniem 1 stycznia 2007 zmniejszono powierzchnię gminy do 208,09 km² (na korzyść gminy Bełżec).

## Demografia

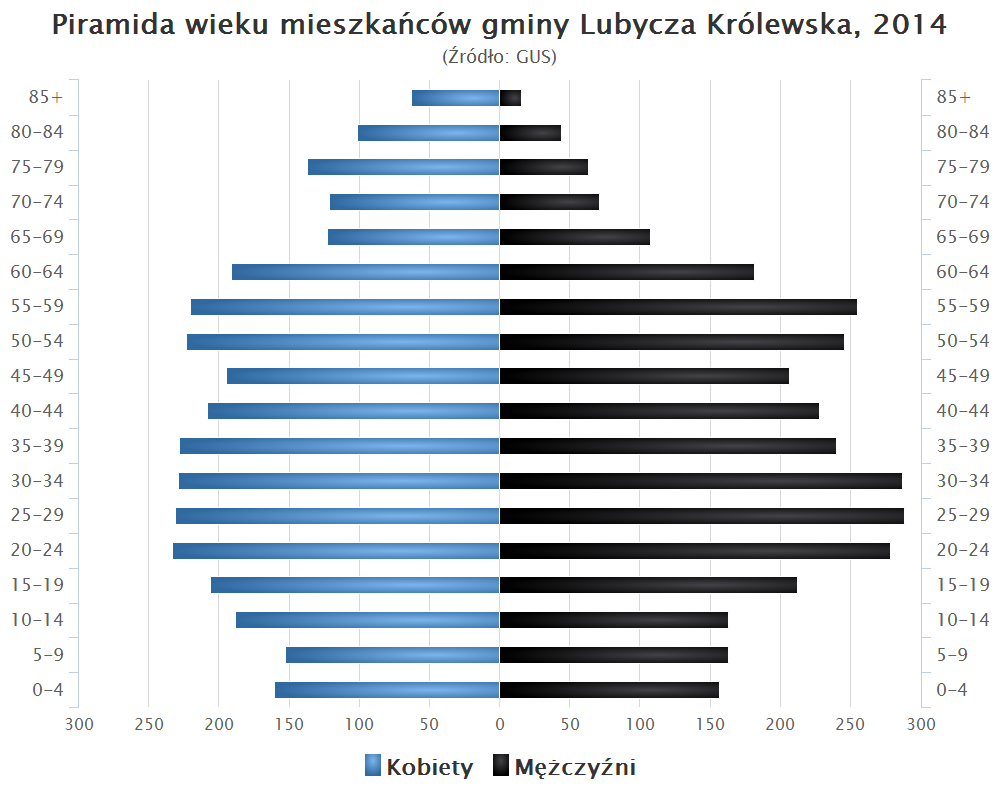
Piramida wieku mieszkańców gminy Lubycza Królewska w 2014 roku

Dane z 30 listopada 2007:
| Opis                              | Ogółem | Ogółem | Kobiety | Kobiety | Mężczyźni | Mężczyźni |
| --------------------------------- | ------ | ------ | ------- | ------- | --------- | --------- |
| jednostka                         | osób   | %      | osób    | %       | osób      | %         |
| populacja                         | 6956   | 100    | 3476    | 49,7    | 3480      | 50,3      |
| gęstość zaludnienia (mieszk./km²) | 33,9   | 33,9   | 16,8    | 16,8    | 17        | 17        |

## Miejscowości
| Wykaz miejscowości podstawowych oraz ich części gminy Lubycza Królewska | Wykaz miejscowości podstawowych oraz ich części gminy Lubycza Królewska | Wykaz miejscowości podstawowych oraz ich części gminy Lubycza Królewska | Wykaz miejscowości podstawowych oraz ich części gminy Lubycza Królewska | Wykaz miejscowości podstawowych oraz ich części gminy Lubycza Królewska |
| Nazwa miejscowości                                                      | Identyfikator SIMC                                                      | Rodzaj miejscowości                                                     | Miejscowość nadrzędna                                                   | Położenie geograficzna                                                  |
| ----------------------------------------------------------------------- | ----------------------------------------------------------------------- | ----------------------------------------------------------------------- | ----------------------------------------------------------------------- | ----------------------------------------------------------------------- |
| Bukowinka                                                               | 0892777                                                                 | część wsi                                                               | Hrebenne                                                                | 50°16′23″N 23°34′14″E/50,273056 23,570556                               |
| Dęby                                                                    | 0892748                                                                 | osada                                                                   | Dęby                                                                    | 50°19′21″N 23°30′16″E/50,322500 23,504444                               |
| Dyniska Nowe                                                            | 0892955                                                                 | osada                                                                   | Dyniska Nowe                                                            | 50°23′29″N 23°40′56″E/50,391389 23,682222                               |
| Gruszka                                                                 | 0892754                                                                 | przysiółek osady                                                        | Dęby                                                                    | 50°18′37″N 23°28′36″E/50,310278 23,476667                               |
| Hrebenne                                                                | 0892760                                                                 | wieś                                                                    |                                                                         | 50°16′57″N 23°34′49″E/50,282500 23,580278                               |
| Hrebenne-Osada                                                          | 0991232                                                                 | część wsi                                                               | Hrebenne                                                                | 50°17′46″N 23°35′17″E/50,296111 23,588056                               |
| Huta Lubycka                                                            | 0892820                                                                 | wieś                                                                    |                                                                         | 50°18′41″N 23°25′39″E/50,311389 23,427500                               |
| Jelinka                                                                 | 0893038                                                                 | przysiółek wsi                                                          | Siedliska                                                               | 50°16′05″N 23°34′13″E/50,268056 23,570278                               |
| Kniazie                                                                 | 0892850                                                                 | wieś                                                                    |                                                                         | 50°20′17″N 23°29′34″E/50,338056 23,492778                               |
| Kornie                                                                  | 0892866                                                                 | wieś                                                                    |                                                                         | 50°18′37″N 23°36′29″E/50,310278 23,608056                               |
| Łazowa                                                                  | 0892910                                                                 | osada                                                                   | Łazowa                                                                  | 50°20′49″N 23°28′43″E/50,346944 23,478611                               |
| Machnów Nowy                                                            | 0892978                                                                 | osada                                                                   | Machnów Nowy                                                            | 50°22′03″N 23°39′15″E/50,367500 23,654167                               |
| Machnów Stary                                                           | 0893050                                                                 | osada                                                                   | Machnów Stary                                                           | 50°21′31″N 23°36′25″E/50,358611 23,606944                               |
| Miasteczko                                                              | 0991580                                                                 | część wsi                                                               | Potoki                                                                  | 50°18′35″N 23°32′35″E/50,309722 23,543056                               |
| Mosty Małe                                                              | 0892932                                                                 | wieś                                                                    |                                                                         | 50°18′33″N 23°34′11″E/50,309167 23,569722                               |
| Mrzygłody Lubyckie                                                      | 0892843                                                                 | przysiółek wsi                                                          | Huta Lubycka                                                            | 50°17′40″N 23°28′15″E/50,294444 23,470833                               |
| Myślatyn                                                                | 0892949                                                                 | kolonia                                                                 | Myślatyn                                                                | 50°23′13″N 23°42′05″E/50,386944 23,701389                               |
| Nowosiółki Kardynalskie                                                 | 0892961                                                                 | osada                                                                   | Nowosiółki Kardynalskie                                                 | 50°23′24″N 23°38′23″E/50,390000 23,639722                               |
| Nowosiółki Przednie                                                     | 0991249                                                                 | część osady                                                             | Machnów Nowy                                                            | 50°22′57″N 23°40′26″E/50,382500 23,673889                               |
| Pawliszcze                                                              | 0892837                                                                 | część wsi                                                               | Huta Lubycka                                                            | 50°18′56″N 23°26′18″E/50,315556 23,438333                               |
| Potoki                                                                  | 0892984                                                                 | wieś                                                                    |                                                                         | 50°18′30″N 23°32′18″E/50,308333 23,538333                               |
| Puńki                                                                   | 0892990                                                                 | część wsi                                                               | Potoki                                                                  | 50°18′16″N 23°31′56″E/50,304444 23,532222                               |
| Ruda Lubycka                                                            | 0893104                                                                 | kolonia                                                                 | Ruda Żurawiecka                                                         | 50°21′39″N 23°31′55″E/50,360833 23,531944                               |
| Ruda Żurawiecka                                                         | 0893009                                                                 | wieś                                                                    |                                                                         | 50°21′46″N 23°32′39″E/50,362778 23,544167                               |
| Ruda Żurawiecka-Osada                                                   | 0893015                                                                 | osada                                                                   | Ruda Żurawiecka-Osada                                                   | 50°21′37″N 23°33′39″E/50,360278 23,560833                               |
| Rudki                                                                   | 0892926                                                                 | przysiółek osady                                                        | Łazowa                                                                  | 50°19′24″N 23°27′06″E/50,323333 23,451667                               |
| Siedliska                                                               | 0893021                                                                 | wieś                                                                    |                                                                         | 50°15′56″N 23°33′17″E/50,265556 23,554722                               |
| Szalenik                                                                | 0893067                                                                 | wieś                                                                    |                                                                         | 50°22′23″N 23°29′31″E/50,373056 23,491944                               |
| Teniatyska                                                              | 0893073                                                                 | wieś                                                                    |                                                                         | 50°19′23″N 23°33′13″E/50,323056 23,553611                               |
| Wierzbica                                                               | 0893080                                                                 | osada                                                                   | Wierzbica                                                               | 50°21′03″N 23°40′27″E/50,350833 23,674167                               |
| Wólka Wierzbicka                                                        | 0991255                                                                 | część osady                                                             | Machnów Nowy                                                            | 50°22′06″N 23°40′20″E/50,368333 23,672222                               |
| Zatyle                                                                  | 0893096                                                                 | wieś                                                                    |                                                                         | 50°21′30″N 23°29′38″E/50,358333 23,493889                               |
| Żurawce                                                                 | 0893127                                                                 | wieś                                                                    |                                                                         | 50°23′07″N 23°32′24″E/50,385278 23,540000                               |
| Żurawce-Osada                                                           | 0893133                                                                 | osada                                                                   | Żurawce-Osada                                                           | 50°22′45″N 23°36′32″E/50,379167 23,608889                               |

## Sołectwa
Dyniska Nowe, Hrebenne, Huta Lubycka, Kniazie, Kornie, Lubycza Królewska, 
Lubycza Królewska Południe, Lubycza Królewska Północ, Łazowa, Machnów Nowy, Machnów Stary, Mosty Małe, Myślatyn, Nowosiółki Kardynalskie, Potoki (Potoki, Dęby), Ruda Żurawiecka (Ruda Żurawiecka, Ruda Żurawiecka-Osada, Ruda Lubycka), Siedliska, Szalenik, Teniatyska, Wierzbica, Zatyle, Żurawce-Osada, Żurawce.

## Sąsiednie gminy
Bełżec, Horyniec-Zdrój, Jarczów, Narol, Ulhówek. Gmina sąsiaduje z Ukrainą.